# Wet Nellie

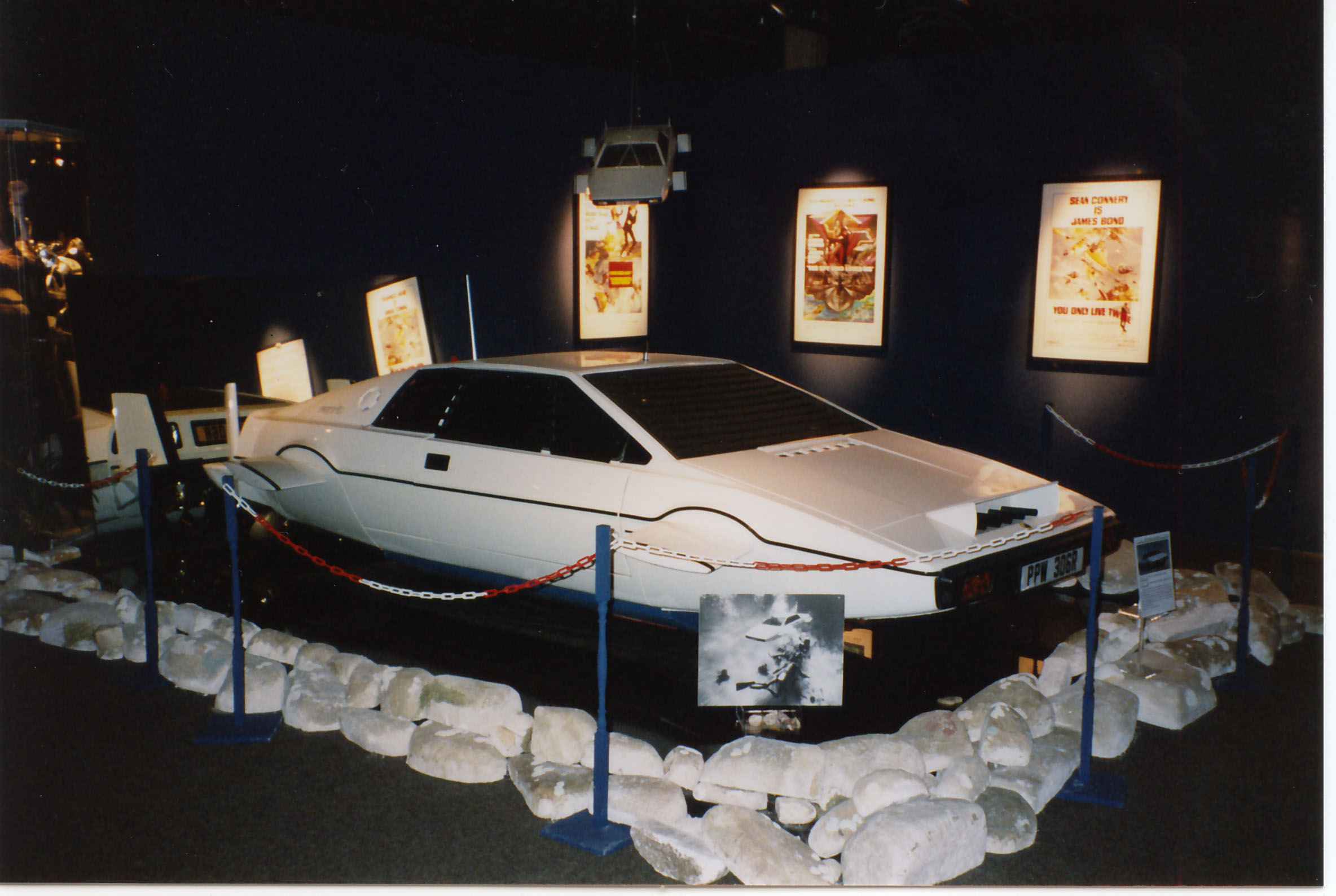
Wet Nellie

"Wet Nellie" é um submarino personalizado construído para o filme de James Bond de 1977, The Spy Who Loved Me. Ele foi criado na forma de um carro esportivo Lotus Esprit S1 e é chamado de "Wet Nellie" em referência a Little Nellie, um autogiro apresentado no filme de James Bond You Only Live Twice, que por sua vez foi nomeado em homenagem à atriz e comediante Nellie Wallace.
O submarino não mantém um interior seco e, portanto, é um "submarino molhado [en]" que requer que os ocupantes usem equipamento de mergulho. Foi construído pela Perry Oceanographic, Inc., de Riviera Beach, Flórida, nos Estados Unidos, especificamente para o filme, usando uma carcaça do Lotus Esprit S1 por cerca de cem mil dólares americanos na época. O formato em cunha do Esprit foi projetado para fornecer força aerodinâmica, o que faria com que o submarino mergulhasse. Essa força indesejável foi compensada por aletas colocadas onde as rodas estariam em um Esprit convencional. O submarino requer uma tripulação de dois para operar. Ele tem quatro motores elétricos que permitiam apenas movimento para frente.